# Bezirk Zabłotów
Bezirk Zabłotów – dawny powiat (Bezirk) kraju koronnego Królestwo Galicji i Lodomerii, funkcjonujący w latach 1854–1867. Siedzibą starostwa było miasteczko Zabłotów.

## Historia
Bezirk Zabłotów utworzono w ramach reformy uwłaszczeniowej z okresu Wiosny Ludów (1848–1849), która likwidowała jurysdykcję właściciela ziemskiego nad poddanymi. W Galicji, dominium – jako podstawowa jednostka administracyjna i filar systemu feudalnego straciło rację bytu. Konieczne stało się zatem wprowadzenie nowego systemu administracyjnego, którego zręby powstały w latach 1851–1855. Nowy trójstopniowy podział administracyjny objął 21 cyrkułów (niem. Kreise), 179 małych powiatów (niem. Bezirke) i ponad 6000 gmin (niem. Gemeinde).
Bezirk Zabłotów objął obszar o wielkości 3,6 mil², zamieszkany przez 22.140 ludzi i podzielony na 16 gmin katastralnych, w tym jedno miasteczko (Zabłotów). Wszedł w skład cyrkułu kołomyjskiego, jako jeden z jego dziewięciu powiatów. Od południa graniczył na krótkim odcinku z Księstwem Bukowiny, stanowiącym kraj koronny Cesarstwa Austrii.
Po nadaniu Galicji autonomii oraz powołaniu samorządu gminnego i powiatowego w 1865 zlikwidowano cyrkuły (Kreise). Dotychczasowe małe powiaty (Bezirke) w liczbie 179, utrzymały się do 1867 roku, kiedy to w następstwie kolejnej reformy administracyjnej (23 stycznia 1867) zostały zastąpione przez 74 większe powiaty. Obszar zniesionego Bezirk Zabłotów wszedł wtedy w całości w skład nowego powiatu śniatyńskiego.

## Podział administracyjny (1854)
| Lp. | Gmina jednostkowa | Powierzchnia | Ludność | Powiat w 1867 po zniesieniu |
| --- | ----------------- | ------------ | ------- | --------------------------- |
| 1   | Zabłotów (m)      | 1718         | 2173    | śniatyński                  |
| 2   | Demycze           | 2112         | 1095    | śniatyński                  |
| 3   | Ilińce            | 3054         | 2192    | śniatyński                  |
| 4   | Trościaniec       | 1808         | 1252    | śniatyński                  |
| 5   | Tułuków           | 2426         | 875     | śniatyński                  |
| 6   | Oleszków          | 904          | 575     | śniatyński                  |
| 7   | Kielichów         | 332          | 303     | śniatyński                  |
| 8   | Chlebiczyn Polny  | 1152         | 444     | śniatyński                  |
| 9   | Borszczów         | 2213         | 838     | śniatyński                  |
| 10  | Trójca            | 4686         | 1912    | śniatyński                  |
| 11  | Rudniki           | 2546         | 1136    | śniatyński                  |
| 12  | Rożnów            | 5966         | 4436    | śniatyński                  |
| 13  | Nowosielica       | 1258         | 1178    | śniatyński                  |
| 14  | Dżurów            | 3595         | 1793    | śniatyński                  |
| 15  | Tuczapy           | 1196         | 738     | śniatyński                  |
| 16  | Popielniki        | 1304         | 1200    | śniatyński                  |

Objaśnienie:
(M) = miasto; (m) = miasteczko